# Bryum dixonii
Bryum dixonii là một loài rêu trong họ Bryaceae. Loài này được Cardot mô tả khoa học đầu tiên năm 1901.